# イギリスの大量破壊兵器
イギリスの大量破壊兵器（イギリスのたいりょうはかいへいき、British weapons of mass destruction）では、イギリス（英国）による大量破壊兵器、すなわち核兵器、生物兵器、化学兵器の開発、保有、実験について述べる。
これらのうち、2025年現在において実戦配備されているのは核兵器のみであり、トライデント潜水艦発射弾道ミサイル（SLBM）がイギリス軍唯一の核戦力である。イギリスは核拡散防止条約（1968年）で認められた核保有国の一つである。

## 核兵器
イギリスは第二次世界大戦中、「チューブ・アロイズ」のコードネームで原子爆弾（原爆）開発に着手し、それは同盟国であったアメリカ合衆国のマンハッタン計画に統合された。アメリカ合衆国は1945年8月、交戦相手の日本への原子爆弾投下を行なった。イギリスが初めて核実験を実施したのは戦後の1952年10月3日、オーストラリアで実施したハリケーン作戦だった。
1950年代から1960年代にかけて、イギリス空軍は戦略爆撃機群（3Vボマー）に核爆弾を搭載し、その後は核ミサイルに移行した。
イギリス独自の核戦力以外に、東西冷戦時代は北大西洋条約機構（NATO）による核抑止の一環として在英アメリカ空軍が核兵器を持ち込んでおり、2022年ロシアのウクライナ侵攻を受けて再配備計画が報じられている。

### トライデントSLBM
2020年代、イギリスが保有する核戦力は、トライデントSLBMを搭載した4隻のヴァンガード級原子力潜水艦のみである。2030年代にはドレッドノート級原子力潜水艦へ更新される計画である。
SLBM潜水艦を4隻保有することで、敵国の先制攻撃を受けにくい外洋に1隻の潜水艦を出撃させて第二撃能力を常に確保し、その間、残りの3隻はそれぞれ待機、修理、訓練をシフトし、絶えることのない核抑止力を維持している。1隻がトライデント II D-5ミサイル16基を搭載でき、ミサイル1発あたり最大12発の核弾頭を内包できるので潜水艦1隻あたり192基の核弾頭を搭載することが可能である。しかし、イギリス政府は1998年に潜水艦1隻あたり核弾頭48発までと制限を設けることを発表したため、ミサイル1発あたり平均3発で落ち着いている。

## 生物兵器、化学兵器
イギリスは、1956年に生物兵器、化学兵器の開発を放棄した。
それ以前、第二次世界大戦中の1942年から翌年にかけて、炭疽菌爆弾の実験をスコットランド西岸のグリュナード島で行ない、芽胞による汚染を引き起こした。